# Nomada luteola
Nomada luteola là một loài Hymenoptera trong họ Apidae. Loài này được Olivier mô tả khoa học năm 1811.

## Hình ảnh

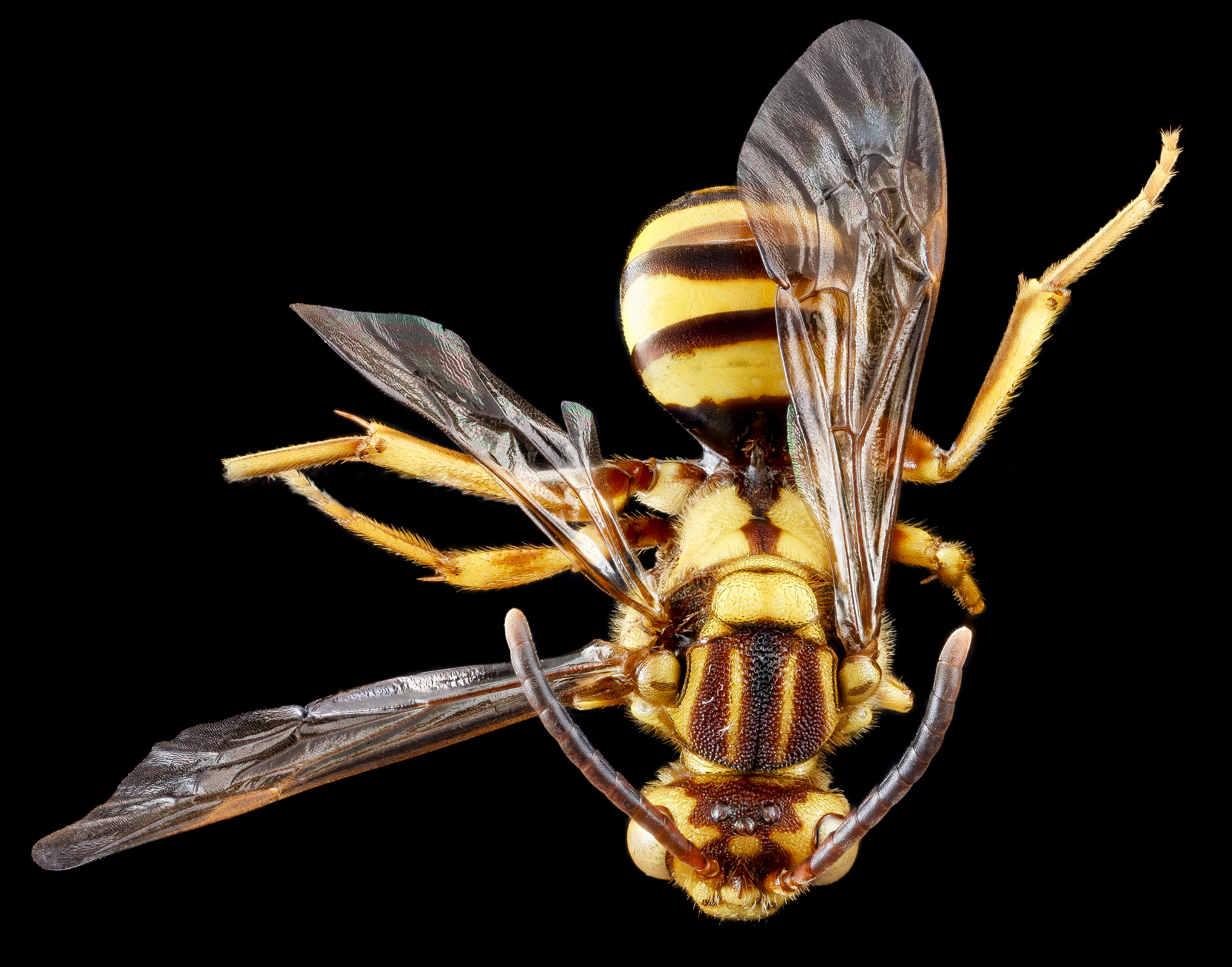
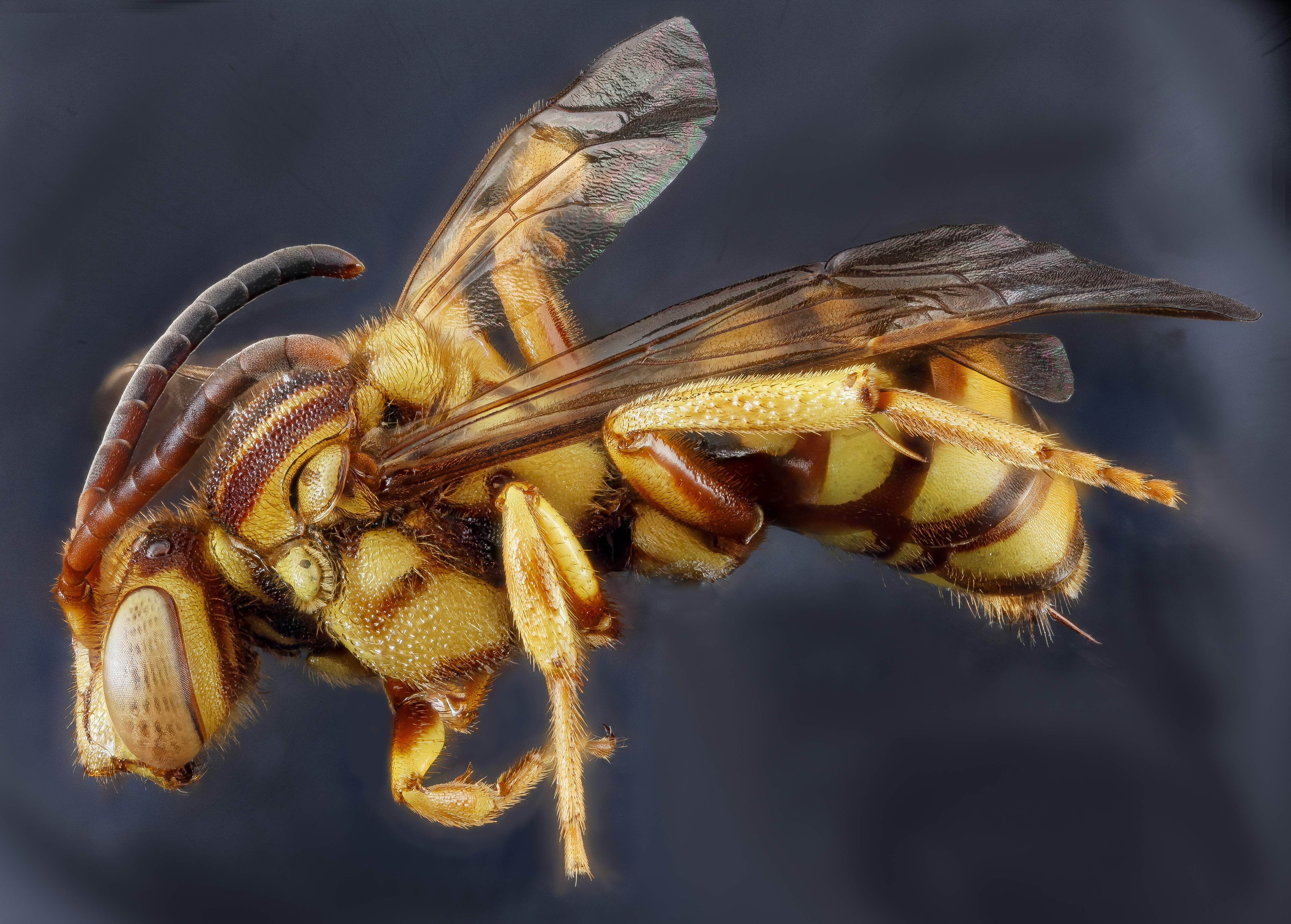